# Луция Даниелевска
Луция Даниелевска (на полски: Łucja Danielewska) е полска поетеса, писателка и преводачка от и на хърватски език.

## Биография и творчество
Луция Даниелевска, с рождено име Луция Ковалкевич, е родена на 6 ноември 1932 г. в Познан, Полша, в семейството на Ян и Габриела Ковалкевич, собственици на склад за дървесина и любители на класическата литература и театъра. През 1940 г. семейството се премества във Варшава. В столицата тя учи в държавно училище и също се учи да свири на пиано. След разгрома на Варшавското въстание семейство Ковалкевич е транспортирано до транзитния лагер в Прушков и в концентрационния лагер Флосенбюрг в Горен Пфалц. През 1945 г. семейството се завръща в Познан, където тя завършва гимназия през 1951 г. До 1954 г. следва в Музикалната консерватория в Познан.
След дипломирането си работи като библиотекар, първо в библиотеката „Рачински“ в Познан, а след това в Окръжната и общинска обществена библиотека в Кошчян, където живее от 1959 до 1960 г. Работи и в някои музеи като лектор – в Литературния музей на Хенрик Сенкевич и в апартамента студио на Кажимера Илаковичувна в Познан. През 1970 г. е назначена в Съюза на картофената индустрия в Познан като помощник на директора, а след това като инспектор. Пенсионира се през 1981 г. по инвалидност.
Прави литературния си дебют през 1954 г. с публикуването на стихотворенията си „Цветът на меда“ и „В очакване“ във вестника „Газета Познанска“, а през 1956 г. с разказа „Корали“. През 1954 г. е приета в младежката група на Съюза на полските писатели. В периода 1957 – 1965 г. е съосновател и активен член на Независимата литературна група „Свантевит“. В алманаха на групата, „Пет страници от света“, публикува единадесет свои стихотворения. През 1977 г. е приета в Съюза на полските писатели. В периода 1972 – 1988 г. провежда срещи с писатели и актьори в Литературното кафене на площад „Стария пазар“ в Познан. След затварянето на кафенето се провеждат срещи с поети като „Литературна сряда“ в бившето седалище на Музея на фармацията.
Първата ѝ книга, стихосбирката „Късата сянка по пладне“, е издадена през 1972 г. Следват много други нейни стихосбирки, сред които „Малинови антифони“, „Рай в задния двор“, „Реброто на Адам“. През 1986 г. Луция става член на Националния съвет по културата, а три години по-късно е член на Съвета на литературния фонд към Министерството на културата и изкуството.
Следва славистика в Загребския университет, а през 1994 г. завършва университета „Адам Мицкевич“ в Познан, където получава магистърска степен по сръбска и хърватска филология и работи като преподавател в катедрата по славянска филология на университета. Прави преводи от хърватски на Весна Парун („Морска роза: Стихове“), на Ратко Цветнич („Кратко пътуване: Записи от войната 1992 – 1993“) и на Драгутин Павличевич („История на Хърватия“).
Луция Даниелевска умира на 23 август 2004 г. в Познан. Погребана е в гробището „Горчински“ в Познан.
През 2005 г. на нейното име е учредено поетично състезание – Национален конкурс за поезия Луция Даниелевска „Слово като хляб“.

## Произведения

### Поезия
- Krótki cień południa (1972)[1]
- Antyfony barowe (1975)
- Antyfony malinowe (1977)
- Antyfony domowe (1977)
- Liryki karkonoskie (1977)
- Rajskie podwórko (1979)
- Dom (1980)
- W sercu (1980)
- Fraszki na laszki (1980)
- Pieśni jaskółcze (1982)
- Żebro Adama (1983)
- Czysta gra (1986)
- Fluorescensja : wybór miniatur poetyckich (1989)
- Erotyki (1994)
- Piąte pory roku (1997)
- Między snami (1997)
- Orzechy i wino (1997)
- Zaklęcia (2000)
- Ulotność (2002)

### Документалистика
- Kwiaty dla Snežany (1985) – репортаж[2]
- Portrety godzin (1987) – спомени за Кажимера Илаковичувна